# Тиквешки партизански одред
Тиквешки народноослободилачки партизански (НОП) одред „Добри Даскалов“ је био партизанска јединица у саставу Народноослободилачке војске и партизанских одреда Југославије током Другог светског рата у Македонији.

## Историјат
Формиран је 13. маја 1943. на планини Вишешници (код Кавадараца) од људства из кавадарског и неготинског среза и групе бораца из ранијег Прилепског и Велешког НОПО. Одред изводи акције у селима кавадарског среза, где је одржавао политичке зборове, палио општинске архиве и водио борбе с бугарском окупаторском полицијом (у селима Гарникову, Бојанчишту, на планини Кожуфу и др.). Заједно са Ђевђелијским НОП одредом Сава Михајлов води борбе против бугарске полиције код села Праведника, Шешкова, Драдње, у селима Галишту, Дрену и др. Да би уништили Одред и одред Сава Михајлов и онемогућили разгарање НОБ у Тиквешу, делови бугарске 15. дивизије, 56. пук 14. дивизије и полицијске снаге из Кавадараца, Велеса и Прилепа, напали су 7. јуна слободну територију у Тиквешу. Одреди су били принуђени да се под борбом пробију по групама преко Витачева на планину Кожуф, разбијајући уз пут бугарске заседе код села Фариша, Малог и Големог Радобиља, код Клинске лесе и Калуђеровог камена (на планини Козјаку). После повратка у Тиквеш и борби против квислиншке контра-чете Цар Калојан, од Одреда, Ђевђелијског и главнине НОПО Гоце Делчев формиран је 24. септембра 1943. 1. батаљон 3. оперативне зоне НОВ и ПО Македоније Страшо Пинџур. Тиквешки одред поновно је формиран у лето 1944. и дејствовао је у Тиквешу, а у јануару 1945. је расформиран.

## Чланови
- Никола Минчев - командант
- Лазар Калајџиски - заменик-команданта
- Димитар Ангелов Габерот - политички комесар
- Тихомир Милошевски
- Ангел Чемерски
- Блажо Тодоровски
- Панче Неделковски
- Боро Чаушев
- Диме Туриманџовски
- Павле Игновски
- Ристо Џунов
- Илија Коцевски - Јанко - десетар
- Ризова Трајанка - Злата
- Ризов Ристо

## Погинули борци
| Име и Презиме                  | Датум погибије     |
| ------------------------------ | ------------------ |
| Лазе Калешков - Србо           | мај 1943           |
| Блажо Алексов - Венко          | мај 1943           |
| Фердо Росомански - Пеливан     | 14. мај 1943       |
| Миле В‘чков - Вања             | 19. мај 1943       |
| Цано Поп-Ристов - Тарзан       | 19. мај 1943       |
| Лазо Стојанов - Чемерски       | 19. мај 1943       |
| Цандо Андов - Пешо             | 6. јуни 1943       |
| Блажо Тодоровски - Чичето      | 7. јуни 1943       |
| Перо Јованов - Ганди           | 7. јуни 1943       |
| Пано Мударов - Фрањо           | 9. јуни 1943       |
| Ило Виларов - Сокол            | 9. јуни 1943       |
| Димката Ангелов - Габерот      | 9. јуни 1943       |
| Киро Каракулев - Грујо         | 9. јуни 1943       |
| Илија Костов - Крумо           | 11. јуни 1943      |
| Илија Јакимовски - Ике         | 11. јуни 1943      |
| Душан Јуруков - Малашев        | 11. јуни 1943      |
| Вано Гунов - Анто              | 11. јуни 1943      |
| Александар Хаџи Илиев - Елисие | 11. јуни 1943      |
| Манчо Малиминов                | 16. јуни 1943      |
| Никола Петров - Ичко           | 24. јуни 1943      |
| Тодор Хаџи - Тефов - Шустри    | 13. август 1943    |
| Божо Илов Димов - Павел        | 1943               |
| Јордан Поп Атанасов - Гано     | 28. септембар 1943 |
| Георги Гелев - Шумски          | 26. децембар 1943  |
| Киро Спанџов - Коста           | 26. децембар 1943  |
| Благој Крстић - Јошка          | 26. децембар 1943  |
| Цоњу Александров - Ворошилов   | 1944               |
| Кирил В‘чков - Чапаев          |                    |
| Тодор Гечев - Пекарев          | 1944               |
| Стефан Хаџи - Тефов - Феткин   | фебруар 1944       |
| Стојан Т. Стојановски - Панче  | април 1944         |
| Лазо Мицев - Рале              | 4. април 1944      |
| Киро Крстевски - Страшо        | 7. април 1944      |
| Блаже Џунов - Млаѓо            | 28. април 1944     |
| Вера Циривири - Трена          | јули 1944          |